# Famille Quandt
La famille Quandt est une famille contemporaine d'industriels allemands :
- Günther Quandt (1881-1954) a racheté l'usine Varta après la Première Guerre mondiale. Il eut un fils, Harald, de sa femme Magda, ancienne amie de Haïm Arlozoroff, qui épousa par la suite Joseph Goebbels ;
  - ses fils Herbert Quandt (1910-1982) et Harald Quandt (1921-1967) reprennent en main la société BMW à la mort de leur père en 1954 ;
    - Stefan Quandt, actionnaire principal de la holding Delton AG (en), et Susanne Klatten, enfants de Herbert et de Johanna Quandt sa troisième femme et ex-secrétaire, qui font partie de la liste des milliardaires du monde en 2006.

En novembre 2007, la Norddeutsche Rundfunk a présenté le film Das Schweigen der Quandts (Le Silence des Quandt). Le film montre des milliers de prisonniers devenus incapables de travailler après avoir servi dans l'usine d'accumulateurs des Quandt à Hanovre-Stöcken (ex Varta) et logés dans une succursale du camp de concentration de Neuengamme. Ils furent déportés à Gardelegen et y furent assassinés dans la grange d'Isenschnibbe. Ces faits ont été démontrés par une commission d'enquête initiée par la famille Quandt.